# Wanda Panfil
Wanda Marianna Panfil-Gonzales (Tomaszów Mazowiecki, 26 januari 1959) is een voormalige Poolse langeafstandsloopster. Ze nam tweemaal deel aan de Olympische Spelen, maar won hierbij geen medailles.

## Loopbaan
Panfil won in 1990 de marathon van Londen, de New York City Marathon en de marathon van Nagoya. In 1991 won ze de marathon van Boston in een persoonlijk record van 2:24.18. In datzelfde jaar won ze ook het wereldkampioenschap marathon in Tokio.
Ze werd Pools kampioene op de 3000 m, 5000 m, 20 km, marathon, veldlopen en brak negenmaal het nationaal record op de 3000, 5000 en 10.000 m.
Wanda Panfil vertegenwoordigde haar land tweemaal op de Olympische Spelen. Op de Olympische Spelen van 1988 in Seoel werd ze 22e op de 10.000 m en op Olympische Spelen van 1992 in Barcelona eveneens 22e op de olympische marathon voor vrouwen.
In 1990 en 1991 werd ze in Polen tot sportster van het jaar verkozen. Ze was getrouwd met de Mexicaanse loper Mauricio González.

## Titels
- Wereldkampioene marathon - 1991
- Pools kampioene 3000 m - 1984, 1987
- Pools kampioene 5000 m - 1985, 1987, 1988, 1989
- Pools kampioene 20 km - 1988
- Pools kampioene marathon - 1988
- Pools indoorkampioene 1500 m - 1986,
- Pools indoorkampioene 3000 m - 1986

## Persoonlijke records
| Onderdeel | Prestatie        | Datum         | Plaats |
| --------- | ---------------- | ------------- | ------ |
| 800 m     | 2.04,62          | 1982          |        |
| 1500 m    | 4.13,94          | 1985          |        |
| 2000 m    | 5.45,36          | 1990          |        |
| 3000 m    | 8.52,07 (ex-NR)  | 1990          |        |
| 5000 m    | 15.41,29 (ex-NR) | 20 juni 1989  |        |
| 10.000 m  | 31.53,83 (ex-NR) | 6 juli 1991   | Oslo   |
| marathon  | 2:24.18 (NR)     | 15 april 1991 | Boston |

## Palmares

### 1500 m
- 1986:  Poolse indoorkamp. - 4.27,05

### 3000 m
- 1979: 5e Poolse kamp. - 9.15,89
- 1980:  Poolse kamp. - 9.18,23
- 1982:  Poolse kamp. - 9.09,38
- 1984:  Poolse kamp. - 9.13,98
- 1985: 4e European Cup in Moskou - 8.58,51
- 1985:  CZE vs POL in Warschau - 9.07,21
- 1986:  Poolse indoorkamp. - 9.37,22
- 1986:  Poolse kamp. - 9.01,71
- 1987:  Poolse kamp. - 9.18,14
- 1987:  Janusz Kusocinski Memorial - 9.15,69
- 1990:  Memorial Van Damme - 8.52,07

### 5000 m
- 1985:  Poolse kamp. - 16.01,51
- 1986:  Poolse kamp. - 16.00,82
- 1987:  Poolse kamp. - 16.11,81
- 1988:  Poolse kamp. - 15.42,67
- 1989:  Poolse kamp. - 15.41,29

### 10.000 m
- 1989: 5e Eurocup A in Gateshead - 33.18,57
- 1990:  Goodwill Games - 32.01,17
- 1990: 7e EK in Split - 32.06,01
- 1991:  Bislett Games - 31.53,83

### 5 km
- 1991:  Rogaine in Los Angeles - 15.28
- 1991: 4e Rogaine in Chicago - 15.35

### 10 km
- 1988:  First Victoria - 34.57
- 1991:  Advil Mini-Marathon in New York - 32.55
- 1991:  Tufts Health Plan for Women in Boston - 32.38
- 1992:  Mobil St Patrick's Day Run for Blind Children in Torrance - 32.22
- 1992:  Azalea Trail in Mobile - 32.11
- 1992: 5e Peachtree Road Race in Atlanta - 32.58
- 1993:  Mobil St Patrick's Day in Torrance - 33.24
- 1993: 4e Azalea Trail Run in Mobile - 32.58
- 1999: 4e US Classic in Marietta - 39.50
- 2002: 5e Gran Pacífico in Mazatlán - 35.08
- 2003:  Tangamanga in San Luis Potosi - 36.50

### 15 km
- 1987: 29e WK in Monte Carlo - 51.30
- 1991: 5e Gasparilla Distance Classic in Tampa - 49.58

### 20 km
- 1988:  Poolse kamp. - 1:08.20

### halve marathon
- 1992: 35e WK in South Shields - 1:13.01
- 1994:  halve marathon van Chihuahua - 1:13.06
- 2000: 5e halve marathon van Mazatlan - 1:21.50
- 2002:  halve marathon van Mazatlán - 1:19.21

### marathon
- 1987:  marathon van Berlijn - 2:32.01
- 1988:  Poolse kamp. in Dêbno - 2:32.23
- 1988: 22e OS - 2:34.35
- 1989:  Londen Marathon - 2:27.05
- 1989: 6e Chicago Marathon - 2:35.40
- 1990:  marathon van Nagoya - 2:31.04
- 1990:  Londen Marathon - 2:26.31
- 1990:  New York City Marathon - 2:30.45
- 1991:  Boston Marathon - 2:24.18
- 1991:  WK in Tokio - 2:29.53
- 1992: 6e Boston Marathon - 2:29.29
- 1992: 22e OS - 2:47.27

### veldlopen
- 1980: 54e WK in Parijs - 17.06
- 1987: 117e WK in Warschau - 18.55

1983 Grete Waitz ·
1987 Rosa Mota ·
1991 Wanda Panfil ·
1993 Junko Asari ·
1995 Manuela Machado ·
1997 Hiromi Suzuki ·
1999 Jong Song-ok ·
2001 Lidia Şimon ·
2003 Catherine Ndereba ·
2005 Paula Radcliffe ·
2007 Catherine Ndereba ·
2009 Bai Xue ·
2011 Edna Kiplagat ·
2013 Edna Kiplagat ·
2015 Mare Dibaba ·
2017 Rose Chelimo ·
2019 Ruth Chepngetich ·
2022 Gotytom Gebreslase ·
2023 Amane Beriso Shankule